# Niclas Crammer
Niclas Crammer, född 28 december 1965 i Sankt Görans församling i Stockholm, är en svensk porrfilmsregissör som regisserat över 120 porrfilmer.

## Biografi
I Sverige hade Crammer småroller i mindre tv-produktioner, så som Spanarna (TV-serie), men flyttade år 1992 till Los Angeles med skådespelarambitioner, vilket slutade upp med jobb i porrbranschen där han slog igenom med filmen Wicked Thoughts under namnet Nick Cream.
2006 återvände Crammer till Sverige, men gick ut med en nyhet 2012 att han hade planer på att återvända till Los Angeles för att återuppta porrfilmsyrket.
I Sverige uppmärksammades Crammer år 2003 vid deltagandet i ett avsnitt av Filip och Fredriks tv-program High Chaparall.

## Priser
- 1998 AVN Award – Best Director, Film – Operation Sex Siege[6]
- 1999 AVN Award – Best Director, Film – Looker[6]
- 1999 AVN Award – Best Editing, Film – Looker[6]
- 1999 AVN Award – Best Screenplay, Film – Looker[6]